# Arapski vuk
Arapski vuk (Canis lupus arabs) je podvrsta sivog vuka koji se nekada rasprostirao na cijelom Arapskom poluotoku, a danas samo u malenim izoliranim područjima u južnom Izraelu, jugozapadnom Iraku, Omanu, Jemenu, Jordanu, Saudijskoj Arabiji i nepotvrđeno u nekim dijelovima Sinajskog poluotoka u Egiptu. Te je stoga upisan na IUCN-ov crveni popis kritično ugroženih vrsta (CR).
Arapski vuk je manji vuk prilagođen pustinjskoj klimi, visine oko 66 cm i težine od oko 18 kg. Uši su im veće u odnosu na tijelo od drugih vrsta vukova, kako bi se lakše rashlađivali. Još jedna razlika i je i način lova, naime arapski vukovi ne žive u čoporima, nego love u skupinama od 2-4 jedinke, te nikada ne zavijaju. Još jedna jedinstvena odlika su spojena dva srednja prsta na šapama (odlika za koju se smatralo da je svojstvena samo afričkim divljim psima), a od indijskog vuka se razlikuje svjetlijim krznom i manjom veličinom. Arapski vukovi imaju kratku dlaku i tanko krzno ljeti, a duge dlake na leđima ostaju duge tijekom cijele godine. Vjerojatno još jedna prilagodba protiv sunčeva zračenja.
Arapski vuk se hrani zečevima, glodavcima, kopitarima, i bilo kojim strvinama koje nađu, ali će napasti i manje domaće životinje do veličine koze. Zbog toga ih seljaci često ustrijeljuju, love u zamke i truju.

### Ostali projekti
|  | Zajednički poslužitelj ima još gradiva o temi Canis lupus arabs |
|  | Wikivrste imaju podatke o taksonu Canis lupus arabs             |